# Liga de los insulares

Mapa de las Cícladas.

La Liga de los Insulares (en griego antiguo: τὸ κοινὸν τῶν νησιωτῶν, romanizado: a koinon tōn nēsiōtōn) o Liga de los Nesiotes era una liga federal (koinón) de antiguas polis griegas que abarcaba las islas Cícladas en el mar Egeo. Organizada bajo los auspicios de Antígono I Monóftalmos en el c. 314/313 a. C., permaneció bajo el control de los Antigónidas hasta el c. 287 a. C. Luego pasó bajo la égida del Reino Ptolemaico hasta que el control ptolemaico sobre el Egeo central se derrumbó y la Liga se disolvió en algún momento a mediados del siglo III a. C.. Las islas Cícladas volvieron a la independencia, excepto unas pocas que pasaron bajo control macedonio. La liga fue restablecida (Segunda Liga de los Nesiotes) bajo el liderazgo de Rodas en c. 200 a. C., y sobrevivió hasta c. 167 a. C.

## Historia
La historia de la Liga de los Insulares es relativamente oscura, ya que no han sobrevivido fuentes literarias sobre ella. La única evidencia proviene de las inscripciones. En el 314/313 a. C., Antígono I Monoftálmos envió una flota bajo su sobrino Dioscurides a las islas del Egeo, para defenderlas de la flota de Ptolomeo I y asegurar su lealtad a su causa. Aunque la Liga de los Insulares no aparece hasta el año 306 a. C., la erudición moderna es unánime en situar su establecimiento en el período inmediatamente posterior a esa campaña. Fue creada bajo la égida de Antígono I Monoftálmos durante las guerras de los diádocos en el contexto de su lucha contra el rey macedonio Casandro y sus aliados, mientras que la Proclamación de Tiro del año 315 a. C. proclamó el principio de la libertad de las ciudades griegas del dominio macedonio. Aprovechando los movimientos antimacedonios o antiatenienses (Atenas estaba entonces bajo dominio macedonio indirecto), la flota antigónida intervino en el Egeo, liberando a Delos de la tutela ateniense en septiembre del 314. a. C.
La Liga se centró en Delos y se mantuvo bajo la protección de Antígono, en cuyos juegos anuales en honor a este, la Antigoneia (Ἀντιγόνεια), después del año 306 a. C. se alternaban con juegos (Δημητρίεια, Dēmētrieia) en honor al hijo de Antígono, Demetrio Poliorcetes. A pesar de la derrota y la muerte de Antígono en la batalla de Ipsos en el 301 a. C., Demetrio conservó el control de la flota antigónida y por lo tanto de la Liga hasta el c. 287/286 a. C., cuando fue derrotado y capturado por Seleuco I. Como resultado, las islas pasaron a estar bajo la hegemonía del Reino Ptolemaico, y los juegos fueron renombrados como Sotēria Ptolemaia (Σωτήρια Πτολεμαῖα) y Filadelfia (Φιλαδέλφεια) en honor de Ptolomeo I Soter y su hijo Ptolomeo II Filadelfo.
Las islas permanecieron bajo control ptolemaico hasta mediados del siglo III a. C.. Los últimos documentos pertenecientes a la Liga datan aproximadamente del segundo cuarto del siglo; no se atestigua la existencia de nēsiarchos después de c. 260 a. C., y el número de ofrendas de los ptolemaicos a Delos también desciende bruscamente al mismo tiempo. Esto indica que la Liga se derrumbó y los ptolemaicos perdieron el control del Egeo, ya sea durante la guerra de Cremónides  de (268/267-261 a. C.) o la segunda guerra siria (260-253 a. C.) Las investigaciones modernas relacionan esto con las derrotas navales de los ptolemaicos a manos de los macedonios y los rodios en Cos, Éfeso y Andros; la datación precisa de estas batallas ha sido muy discutida por los historiadores, pero suelen datarse en el 261 a. C., c. 258 a. C. y 246/245 a. C. respectivamente.
Parece que cuando se interrumpió por primera vez el control ptolomaico, después de Éfeso, los rodios entraron en un vacío de poder, concluyendo alianzas con algunas de las islas como Ios.  El control ptolomaico se reafirmó posiblemente en algún grado después del final de la segunda guerra siria, y se volvió a celebrar un festival de Ptolomaia en 249 y 246 a. C., pero las pruebas son escasas. Como escribe el historiador Gary Reger, la celebración del festival «puede atribuirse tanto a la piedad y la tradición como a la publicidad de la hegemonía política». En cualquier caso, la posición de los ptolemaicos se derrumbó completamente después de Andros, tanto por las pérdidas militares como por la falta de interés estratégico: a diferencia de principios de siglo, cuando las Cícladas habían servido de trampolín para la interferencia en el continente griego, en este momento los ptolemaicos tenían preocupaciones más vitales en el Levante y en Asia Menor que perseguir. En consecuencia, excepto en Santorini, donde mantenían una guarnición, los Ptolomeos abandonaron el Egeo central. Muchos estudiosos, como William Woodthorpe Tarn y Maurice Holleaux, sugirieron que la retirada de los ptolemaicos dio lugar a una hegemonía macedonia sobre las Cícladas, mientras que otros, como Hendrik van Gelder, o P. M. Fraser y G. E. Bean, postularon una hegemonía rodian, ya fuera en sucesión directa de los ptolemaicos o, después de los años 230/220 a. C. Reger, sin embargo, considera que las pruebas epigráficas y de otro tipo disponibles muestran pocos indicios de un predominio rodio, mientras que los reyes macedonios parecen haber limitado su interés a las islas más cercanas al continente griego —el control macedonio está atestiguado por Andros y posiblemente Ceos y Citnos, con alguna influencia, probablemente temporal, en Amorgos y Paros en las secuelas directas de la batalla de Andros— y el santuario panhelénico de Delos. Según Reger, en general, las islas Cícladas parecen haber permanecido libres y autónomas durante el resto del siglo.
Mientras tanto, Rodas se acabó convirtiendo en la principal potencia naval del Egeo e incluso más allá. Con el fin de proteger sus intereses políticos y comerciales, como el comercio de granos, donde Rodas ocupaba una posición dominante, los rodios actuaban contra piratas como Demetrio de Faros o las ciudades cretenses y la Liga Etolia, ambas patrocinadas secretamente por el rey Filipo V de Macedonia. Hacia el año 220 a. C., según Polibio, los rodios «eran considerados la autoridad suprema en asuntos marítimos» y eran llamados por los mercaderes para intervenir en casos como la imposición de peajes por parte de los bizantinos al paso de los barcos por el Bósforo. En 201 a. C., durante la guerra cretense, Filipo V de Macedonia sometió las Cícladas a la cabeza de su flota, pero ya en el año siguiente, los rodios se hicieron cargo de la mayoría de las islas, excepto las islas de Andros, Paros y Citnos, que estaban bajo custodia macedonia. Después de otros reveses macedonios en la segunda guerra macedónica (200-197 a. C.), las islas Cícladas, ya unidas individualmente a Rodas por tratados de alianza, fueron poco después —no se puede determinar la fecha exacta— formadas en una "Segunda Liga de Nesiotes bajo la hegemonía de Rodas. Las motivaciones del movimiento de Rodas no están claras, pero el historiador Kenneth Sheedy ha sugerido que surgieron, al menos en parte, del deseo de adelantarse a otras potencias, ya fuera el Reino de Pérgamo o la República romana, para establecer el control sobre la zona. Sin embargo, a diferencia de la Liga original, la Segunda Liga parece haber sido una asociación más voluntaria[18]. Se suele considerar que la Segunda Liga Nesiótica duró hasta el final de la independencia de Rodas al concluir la Tercera Guerra de Macedonia en 167 a. C.,  pero Sheedy sugiere que puede haber comenzado a desintegrarse antes, ya que los rodios centraron su atención en mantener su control sobre sus posesiones asiáticas y ya no podían permitirse mantener la costosa hegemonía sobre las Cícladas.

## Instituciones

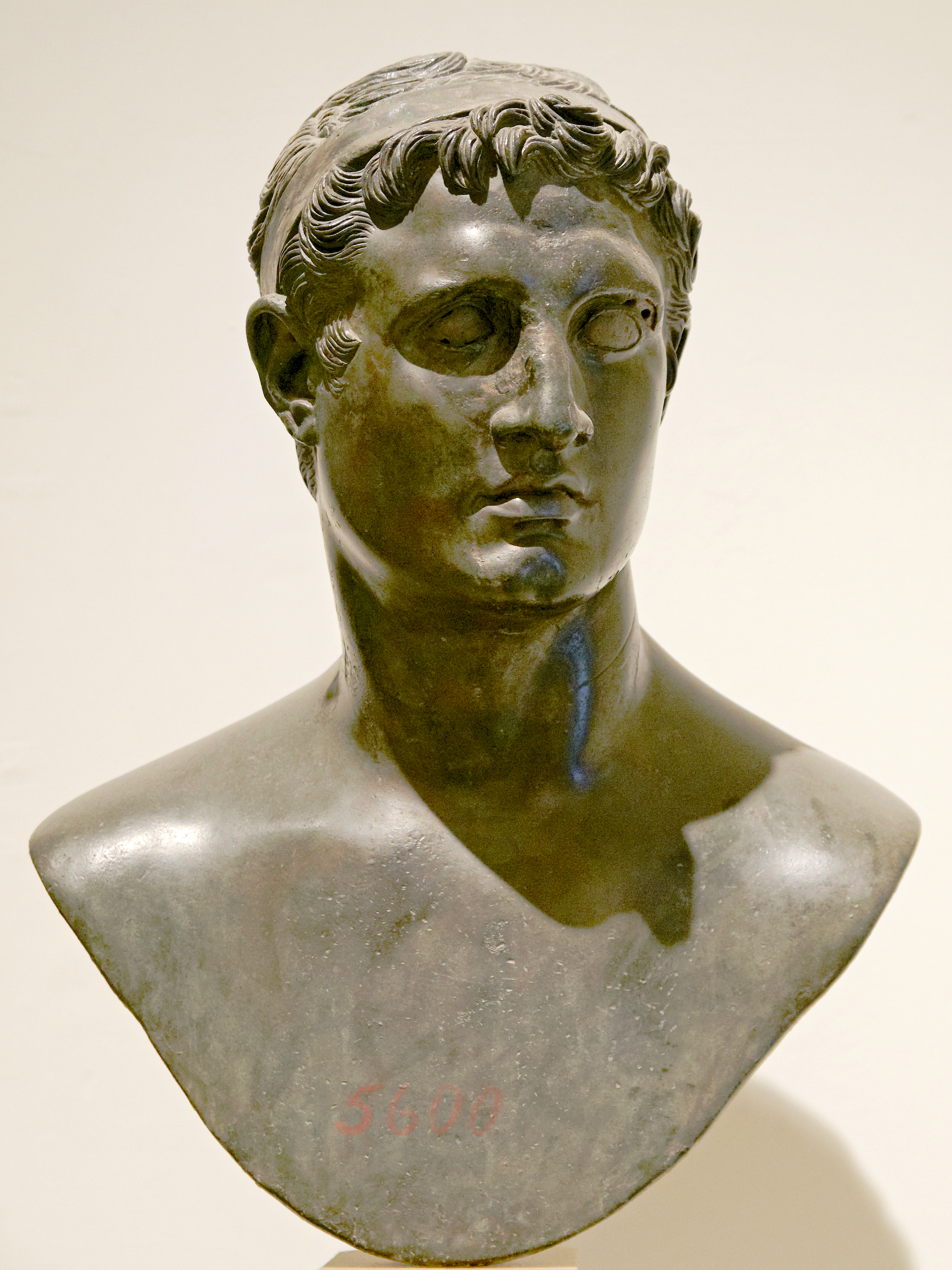
Busto de Ptolomeo II Filadelfo.

Las instituciones de la Liga están bien atestiguadas por una serie de inscripciones para su período ptolemaico, pero parece que las características principales ya estaban presentes en el período antigónida, y según Richard Billows «las pruebas para el período ptolemaico pueden utilizarse (con la debida precaución) también para el período antigónida». Como comentó Walther Schwahn, la constitución de la Liga de los Insulares muestra «claras diferencias» con las constituciones de otras ligas griegas contemporáneas, ya que «la Liga no existía en interés de sus miembros, sino en beneficio de un poderoso patrocinador». La composición exacta de la Liga no puede determinarse con exactitud, pero ciertamente comprendía a Miconos, Citnos, Ceos, y probablemente también a Ios bajo el mandato de Antígono, mientras que Naxos, Andros, Amorgos y Paros también están atestiguadas bajo el mandato de los Ptolomeos. Es posible, pero improbable, que Samos y otras islas de las Espóradas meridionales también fueran miembros durante el período ptolemaico. La pertenencia a la isla sagrada de Delos, que desempeñó un papel central en la Liga, ha sido discutida por Walther Kolbe, quien argumentó que Delos permaneció independiente de la Liga; la mayoría de los eruditos, sin embargo, consideran que fue un miembro de pleno derecho de la Liga.
La Liga estaba dirigida por el nēsiarchos (νησίαρχος, «gobernante de las islas») y un consejo (συνέδριον, synedrion). A diferencia de otras ligas similares, no hay pruebas de que se celebrara una asamblea de ciudadanos, probablemente porque las distancias hacían que esto fuera poco práctico. La Liga tenía un carácter fuertemente federal, ejemplificado por el hecho de que el otorgamiento de la ciudadanía por parte de cualquier miembro confería automáticamente la ciudadanía en todos los demás Estados miembros. No había una ciudadanía distintiva de la Liga, pero esta podía conceder a los benefactores extranjeros la ciudadanía para cada uno de sus miembros, así como los derechos de proxenia, prosodos y asilio. En efecto, este arreglo significaba que «los ciudadanos de los Estados miembros disfrutaban de isopoliteia en las comunidades de los demás» (Billows).
El centro de la Liga en las épocas antigónida y ptolemaica era la isla sagrada de Delos, donde se celebraban los festivales anuales y donde se reunía el sinedrión —una convocatoria única, y probablemente excepcional, del comandante ptolemaico Filocles en Samos también está atestiguada— y donde se establecieron sus decretos. En el período rodiano, en el que Delos no era miembro de la Liga, el sinedrión se reunía en Tinos. Como único órgano colectivo de la Liga, el sinedrión era una especie de consejo legislativo con representantes (σύνεδροι, synedroi) designados por los Estados miembros. Se reunía sobre una base ad hoc. Dado que no se menciona un presidente, probablemente estaba encabezado por el nēsiarchos. El sinedrión concedía honores y distinciones a los benefactores, e imponía contribuciones financieras regulares y extraordinarias (συντάξεις, syntaxeis o εἰσφοραί, eisphorai) para el mantenimiento de las fuerzas armadas de la Liga y para los festivales comunes. Esos fondos eran administrados por un tesorero (ταμίας, tamías). Los fondos excedentarios se destinaban a otros proyectos, por ejemplo, el establecimiento de los decretos de la Liga sobre las estelas inscritas en los Estados miembros. En otra indicación del carácter federal de las Ligas, el sinedrión no solo podía exigir contribuciones financieras a sus miembros, sino también castigarlos por su incumplimiento. En la práctica, tanto la Liga como los Estados miembros a menudo tenían que recurrir a tomar préstamos del Santuario de Apolo en Delos para cubrir los gastos. El sinedrión también parece haber nombrado a los supervisores (ἐπιμεληταὶ, epimelētai) para los festivales y los sacrificios a Ptolomeo I Sóter y Ptolomeo II Filadelfo, así como árbitros para las disputas judiciales entre los Estados miembros.
El nēsiarchos era nombrado por el rey soberano de la Liga , y, de nuevo en contraste con la mayoría de las otras ligas, no era un isleño. Ejercía el poder ejecutivo y era responsable de llevar a cabo las decisiones del sinedrión, recolectar las contribuciones de los Estados miembros, comandar el ejército de la Liga y salvaguardar el transporte marítimo en el Egeo. Solo se conoce el nombre de un puñado: Apolodoro, hijo de Apolonio de Cícico, que fue nēsiarchos en algún momento antes del año 279 a. C., quizás durante los últimos años del control antigónida; Baccón, nēsiarchos en c. 279-276 a. C.; y Hermias, posiblemente de Halicarnaso, atestiguado solo una vez en 267. a. C. Bajo la hegemonía rodia, fue sustituido por un archōn rodio «encargado de las islas y de los barcos de las islas» (ἐπί τε τῶν νήσων καὶ τῶν πλοίων νησιωτικῶν). La historia de la Liga muestra una serie de casos de intervención directa del poder de los nēsiarchoi, a menudo sin tener en cuenta las leyes locales. Además, tanto los ptolemeos como, más tarde, los rodios, se hicieron con algunas islas mediante la instalación de gobernadores designados (ἐπιστάται, epistatai). En otros lugares siguieron vigentes las instituciones tradicionales de una polis griega.